# Réservoir de Kakhovka
Le réservoir de Kakhovka (en ukrainien : Каховське водосховище, Kakhovs’ke vodoskhovychtche) est un lac artificiel formé sur le cours du Dnipro, en Ukraine. Il recouvre la Grande Prairie et s'étend sur 1 850 km2 dans les oblasts de Zaporijjia, de Dnipropetrovsk et de Kherson. Le réservoir est créé en 1956 avec la construction du barrage hydroélectrique de Kakhovka et disparaît en 2023 par la destruction du barrage dans le cadre de l'invasion de l'Ukraine par la Russie.

## Caractéristiques

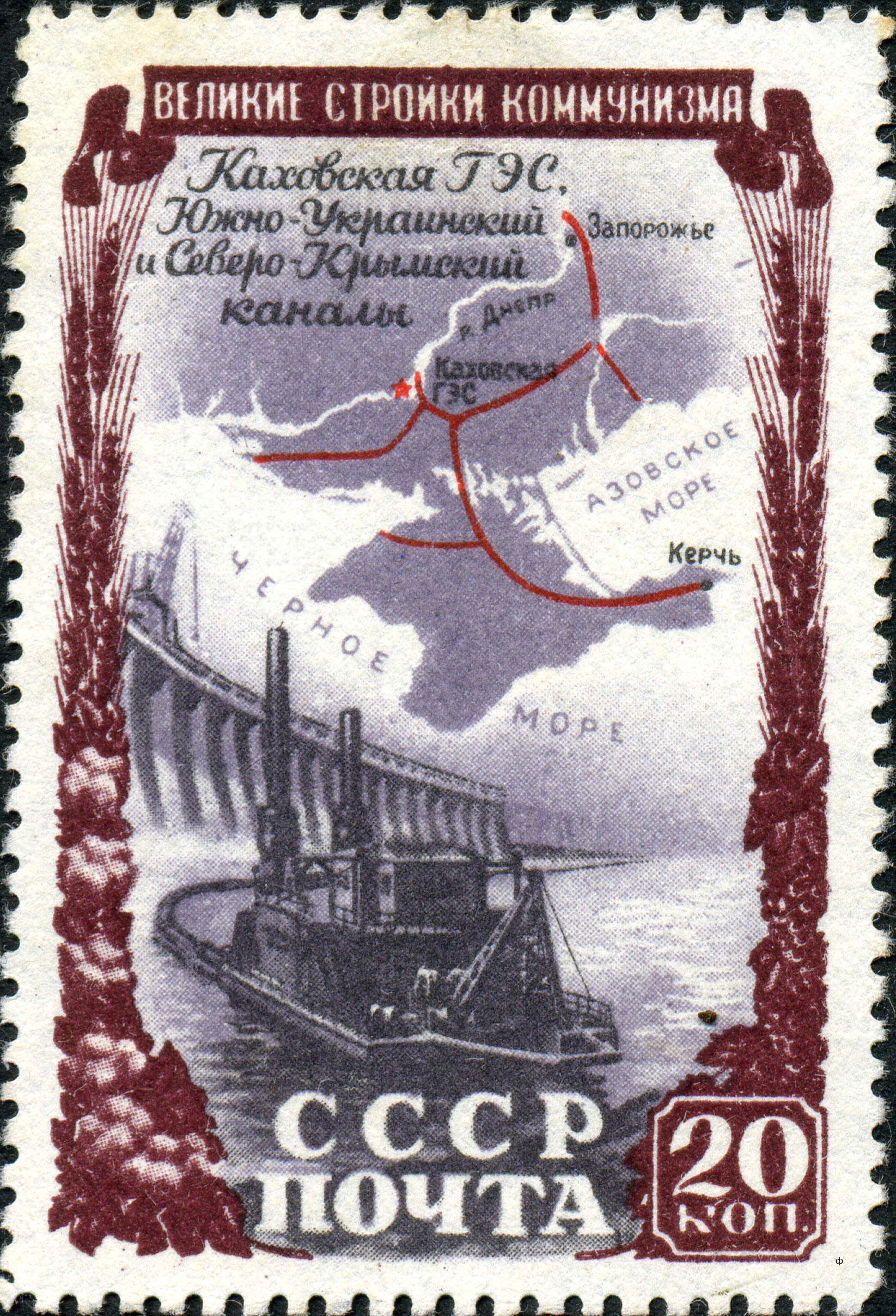
Timbre-poste soviétique de 1951 de la série « Les grands travaux du communisme » : centrale hydroélectrique de Kakhovka, canaux du sud de l'Ukraine et de la Crimée du nord.

Le réservoir est long de 240 kilomètres et fait jusqu'à 23 kilomètres de largeur. Sa profondeur est de 8,4 mètres en moyenne et varie de 3 à 26 mètres. Son volume total d'eau est de 18,2 km3. Le réservoir est utilisé pour l'alimentation de centrales hydroélectriques, des systèmes d'irrigation de Krasnoznamianka et de Kakhovka, d'installations industrielles, d'exploitations piscicoles, du canal de Crimée du Nord et du canal Dnipro-Kryvyï Rih. Le réservoir crée une voie navigable qui permet à des navires de haute mer de remonter le Dnipro.
La ville de Kakhovka, qui a donné son nom au barrage, à la centrale électrique ainsi qu'au réservoir, se trouve sur la rive gauche du réservoir, à une dizaine de kilomètres en amont du barrage lui-même. Une ville nouvelle, Nova Kakhovka, est bâtie juste en aval du barrage pour accueillir les travailleurs du chantier, qui démarre en 1947, puis de la centrale électrique et des nouvelles industries. Nikopol, située sur la rive droite (nord), est la principale ville baignée par le réservoir.

## Destruction du barrage et disparition du réservoir
Le 6 juin 2023, à la suite de l'invasion de l'Ukraine par la Russie, une large portion du barrage est détruite par une explosion, engendrant de fortes inondations dans les villages en aval et conduisant à l'évacuation de ceux-ci. Les autorités ukrainiennes et russes s'accusent mutuellement de la destruction du barrage.
Ce faisant, la Grande Prairie qui était submergée depuis 1956, soit près de 70 ans, se reforme et, en juillet 2025, une immense forêt de saules y a poussé.

## Protection
La réserve ornithologique de Grand et Petit Koutchougouri couvre une partie du réservoir dont des terres qui constituent des îles lorsque le lac était en eaux.

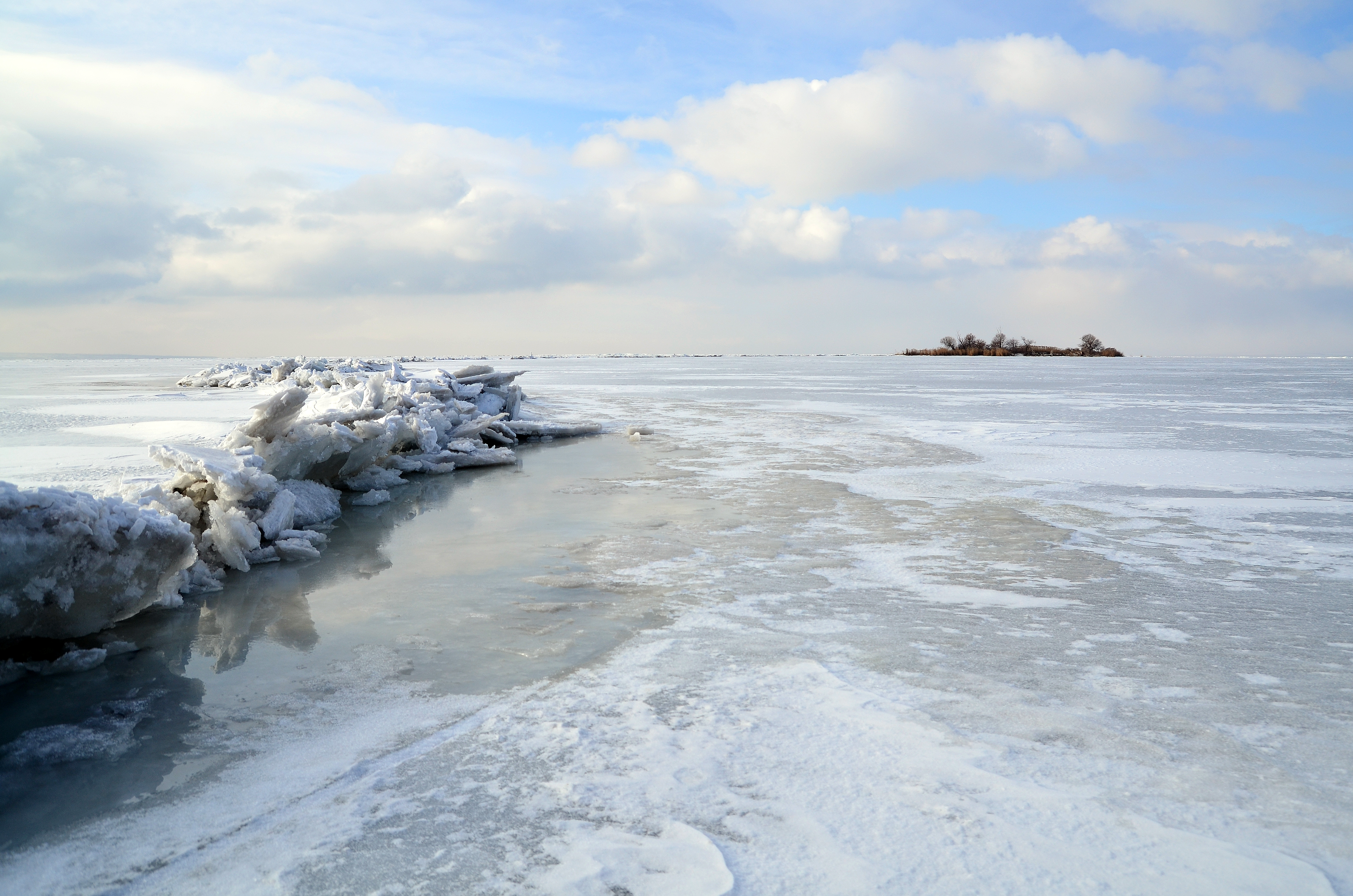
Réserve Koutchougouri.
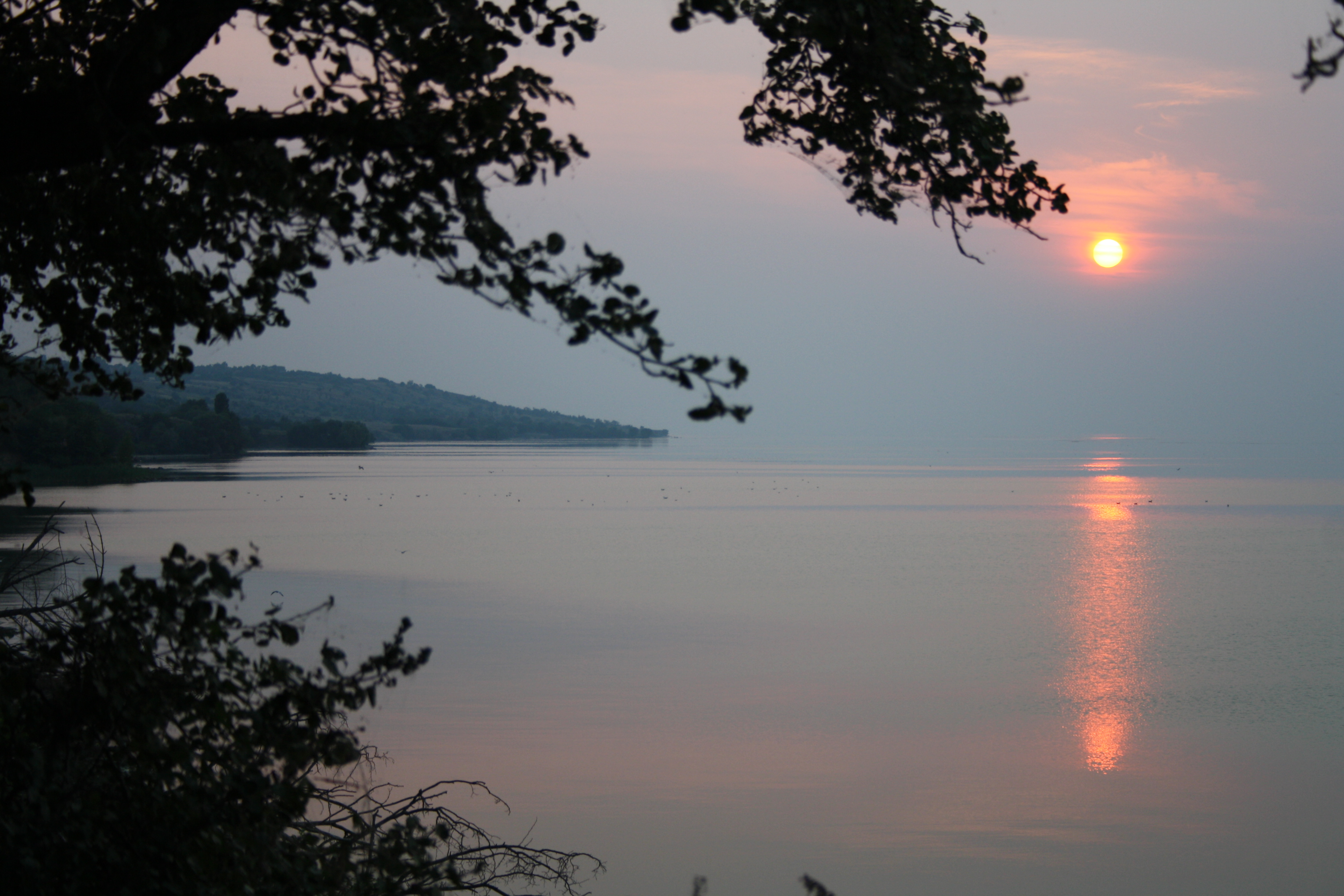
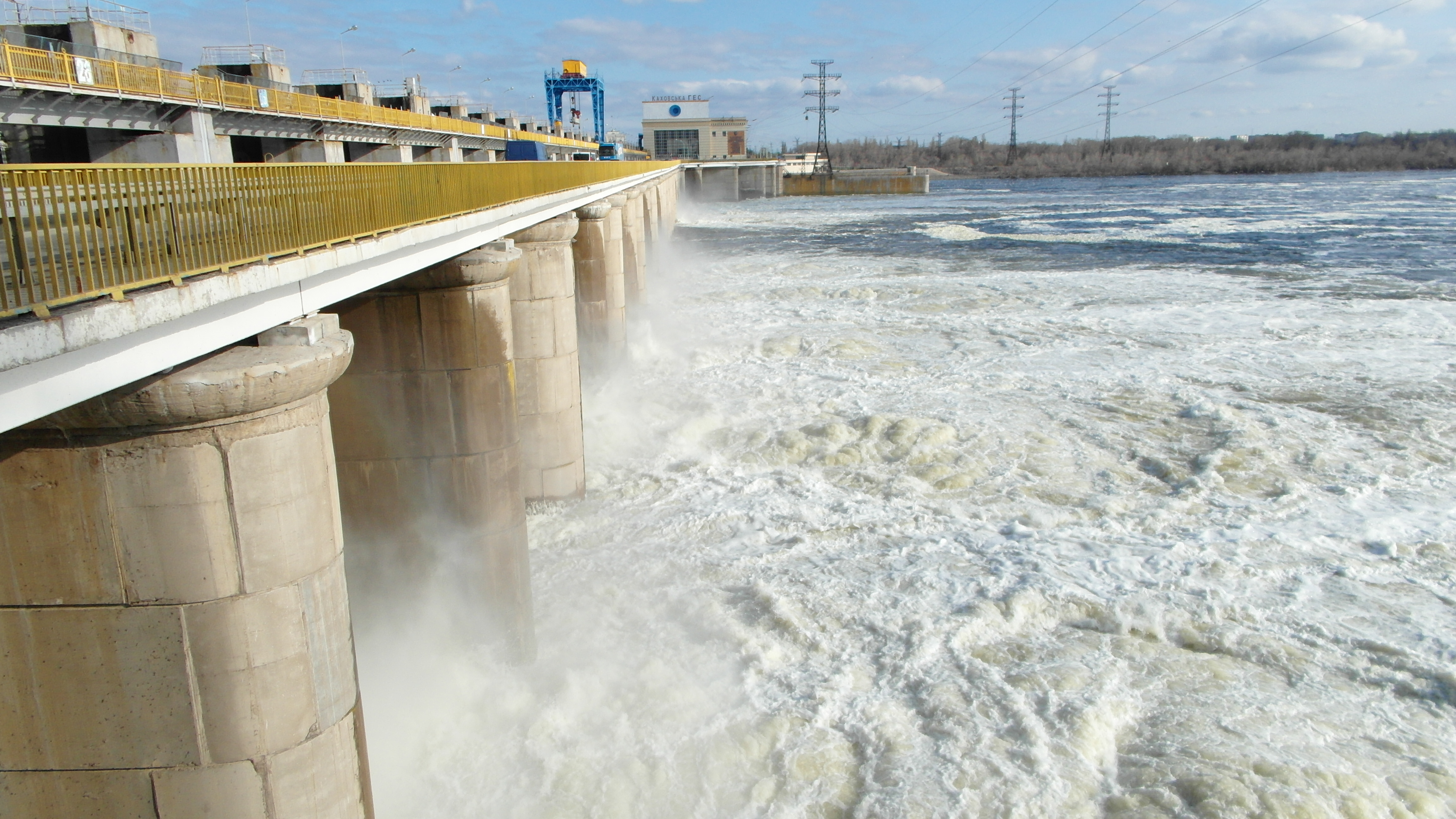
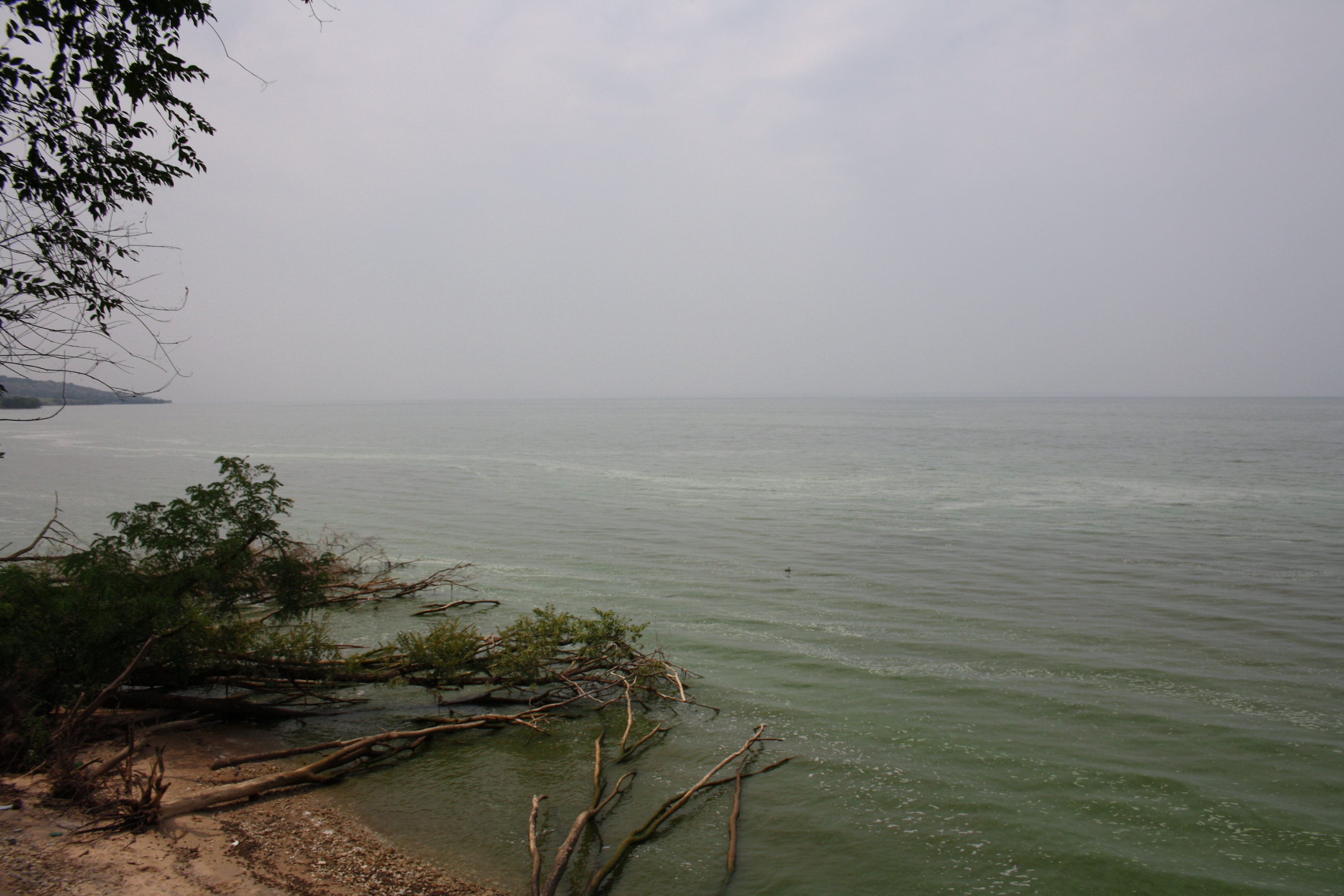
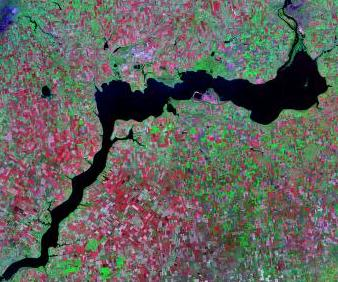
Réservoir d'eau de Kakhovka (Landsat).
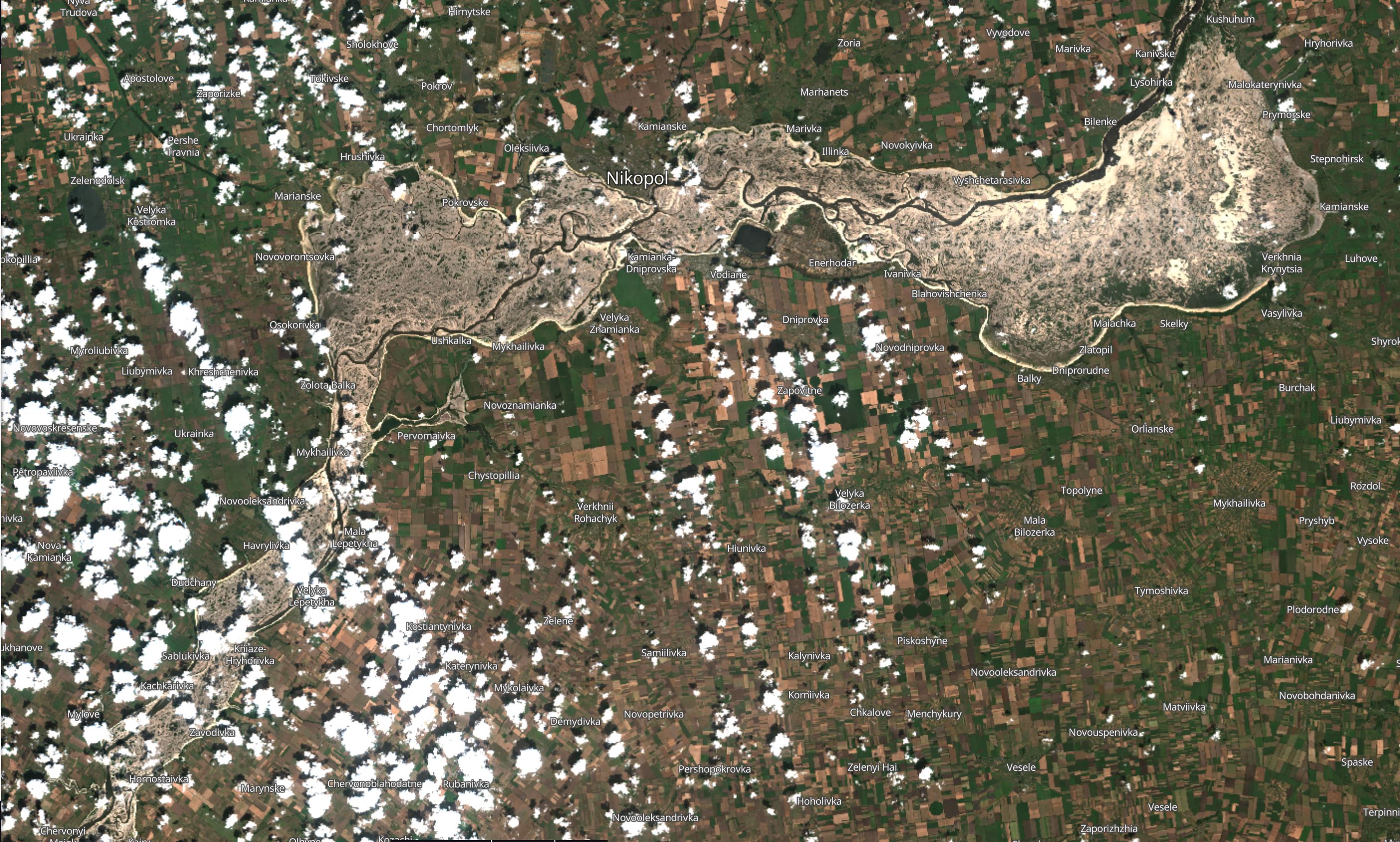
Image du satellite Sentinel-2 L2A prise le 2023-07-15, montrant le lac asséché.